# Валек, Мирослав
Миросла́в Ва́лек (словац. Miroslav Válek; 17 июля 1927, Трнава — 27 января 1991, Братислава) — словацкий поэт, публицист и политик. Министр культуры Словацкой социалистической республики.

## Биография
Родился в семье работника потребительского кооператива Яна Валека (1895—1972) и Жозефины Валек (при рождении Станекова, 1900—1970), имел двух сестёр — Марию Валек (1925—2004) и Еву Валек (род. 1935).
В 1933—1939 годах учился в начальной школе. В 1939—1942 годах — в гимназии Яна Холле, после чего перешёл в пятый класс Академии бизнеса, которую окончил в 1947 году. В 1947—1949 годах учился в Экономическом университете в Братиславе, который не смог окончить по состоянию здоровья — был болен туберкулёзом.
С 1949 года был редактором ряда журналов, в 1962—1966 годах — главным редактором журнала «Mladá tvorba», в 1966—1967 годах — главным редактором основанного им журнала «Romboid». В 1967—1968 годах был председателем Союза словацких писателей.
В 1962 году вступил в Коммунистическую партию Чехословакии. В 1969—1988 годах был министром культуры, а также членом Центрального комитета и Президиума Центрального комитета Коммунистической партии Словакии. В 1971—1976 годах был членом Палаты народов Федерального собрания. В 1976—1989 годах был членом Словацкого национального совета.

### Семья
- Первая жена (1951—1959) — учительница Марианна Михалкович (1932—1959), сестра поэта Юзефа Михалковича[словац.].
  - Дочь — Мирослава Валек (род. 1952).
    - Внук- Матео Валло- мэр Братиславы (с 2018 года).
- Вторая жена (1961—1975) — литературовед Зора Зорина (1933—1977), дочь советского дипломата Валериана Александровича Зорина.
  - Пасынок — Андрей Зорин (род. 1957)[3].
- Третья жена (с 1975 года) — адвокат Катарина Ружичкова (род. 1944).

### Поэзия
- 1959 — «Dotyky» («Прикосновение»)
- 1961 — «Príťažlivosť» («Притяжение»)
- 1963 — «Nepokoj» («Беспорядки»)
- 1965 — «Milovanie v husej koži» («Мурашки по коже»)
- 1973 — «Súvislosti» («Контексты»)
- 1976 — «Slovo» («Слово»)
- 1977 — «Z vody» («Из воды»)
- 1977 — «Zakázaná láska» ("Запретная любовь)
- 1983 — «Básne» («Стихи», полное издание)

## Признание
- 1966 — Государственная премия имени Клемента Готвальда.
- 1972 — награда «За заслуги в строительстве».
- 1873 — премия Франьо Краля за творчество для детей и молодежи.
- 1974 — памятная медаль к 30-летию освобождения Чехословацкой Социалистической Республики Советской армией.
- 1975 — заслуженный художник.
- 1977 — народный художник.
- 1977 — орден Труда.
- 1982 — медаль Ассоциации словацких писателей имени Ладислава Новомеского к 55-летию Валека.
- 1987 — Совет Победы февраля к 60-летию Валека.
- 2019 — почетный гражданин города Трнава.